# Virginia Beach Mariners
Virginia Beach Mariners foi uma agremiação esportiva da cidade de Virginia Beach, Virgínia. Disputava a USL First Division.

## História
Fundado em 1994 comp Hampton Roads Hurricanes, o clube disputou a USL First Division entre 1994 e 2007, quando foi extinto.

## Estatísticas

### Participações
|  | Participações em 2018 |

| Competição     | Competição               | Temporadas | Melhor campanha    | Estreia | Última | P | R |
| Estados Unidos | Lamar Hunt U.S. Open Cup | 7          | Quarta Fase (2003) | 1998    | 2006   |   |   |